# Route 298 (Québec)
Pour les articles homonymes, voir Route 298.
La route 298 (R-298) est une route régionale québécoise d'orientation est / ouest située sur la rive sud du fleuve Saint-Laurent. Elle dessert la région administrative du Bas-Saint-Laurent.

## Tracé
La route 298 débute à Sainte-Luce à l'angle de la route 132, tout près du fleuve Saint-Laurent. Elle se poursuit vers le sud (est) en passant par Saint-Donat. Elle permet d'accéder au Parc du Mont-Comi et à sa station de ski pour ensuite se poursuivre vers le sud (est)  et atteint le centre du village de Saint-Charles-Garnier, où elle prend fin.

Normalement, les routes provinciales portant un numéro pair suivent le fleuve Saint-Laurent en adoptant globalement une direction est / ouest. Cependant, la route 298 est orientée du nord au sud sur pratiquement toute sa longueur bien qu'elle soit signalée comme une route est / ouest. Ainsi, la route 298 est se dirige réellement vers le sud et la route 298 ouest se dirige vers le nord.

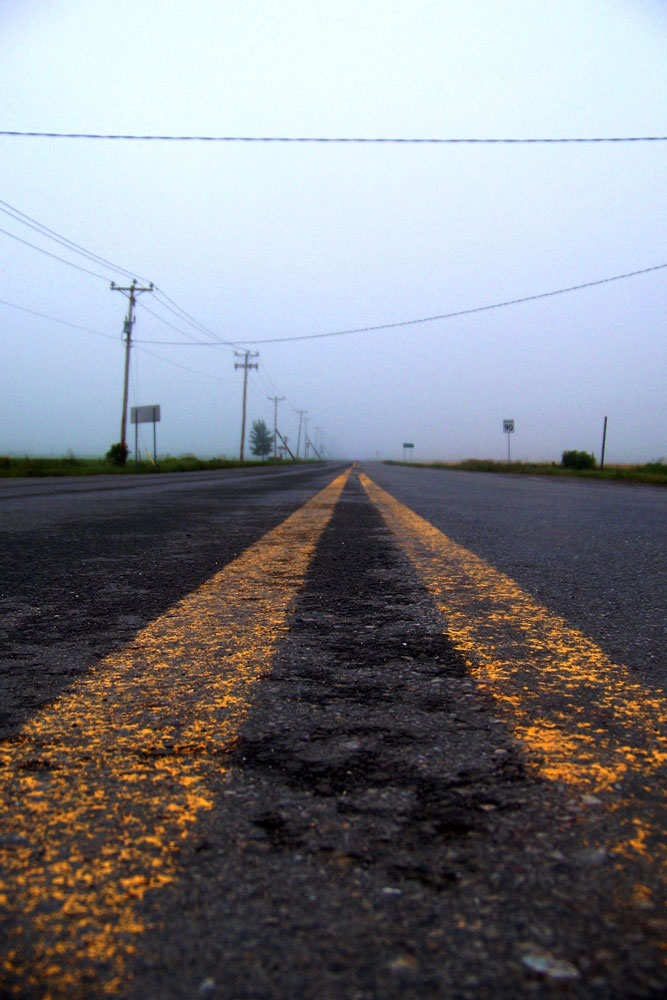
La route 298 à Sainte-Luce.
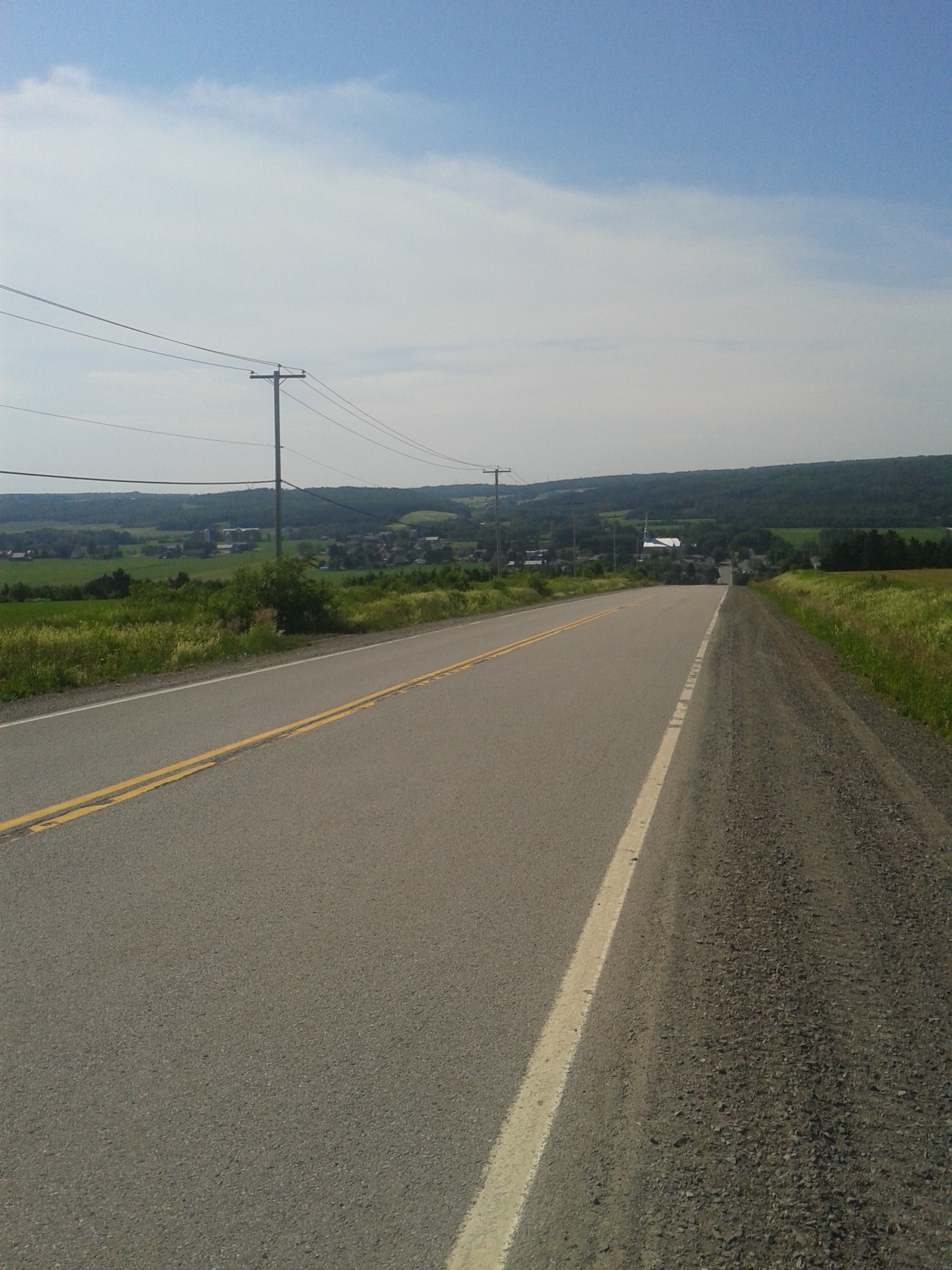
Vue vers le village de Saint-Donat.
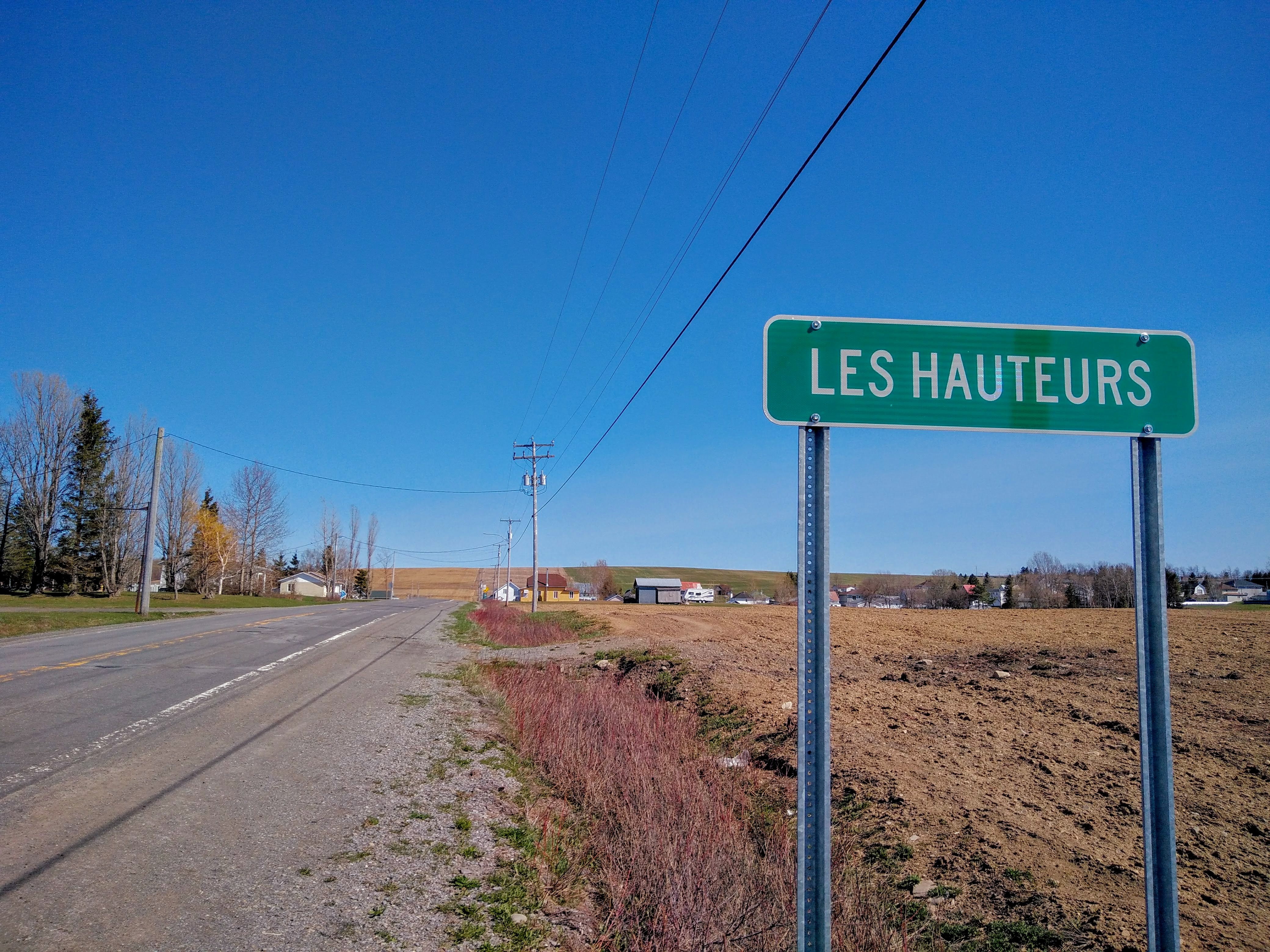
Entrée du village de Les Hauteurs sur la route 298.
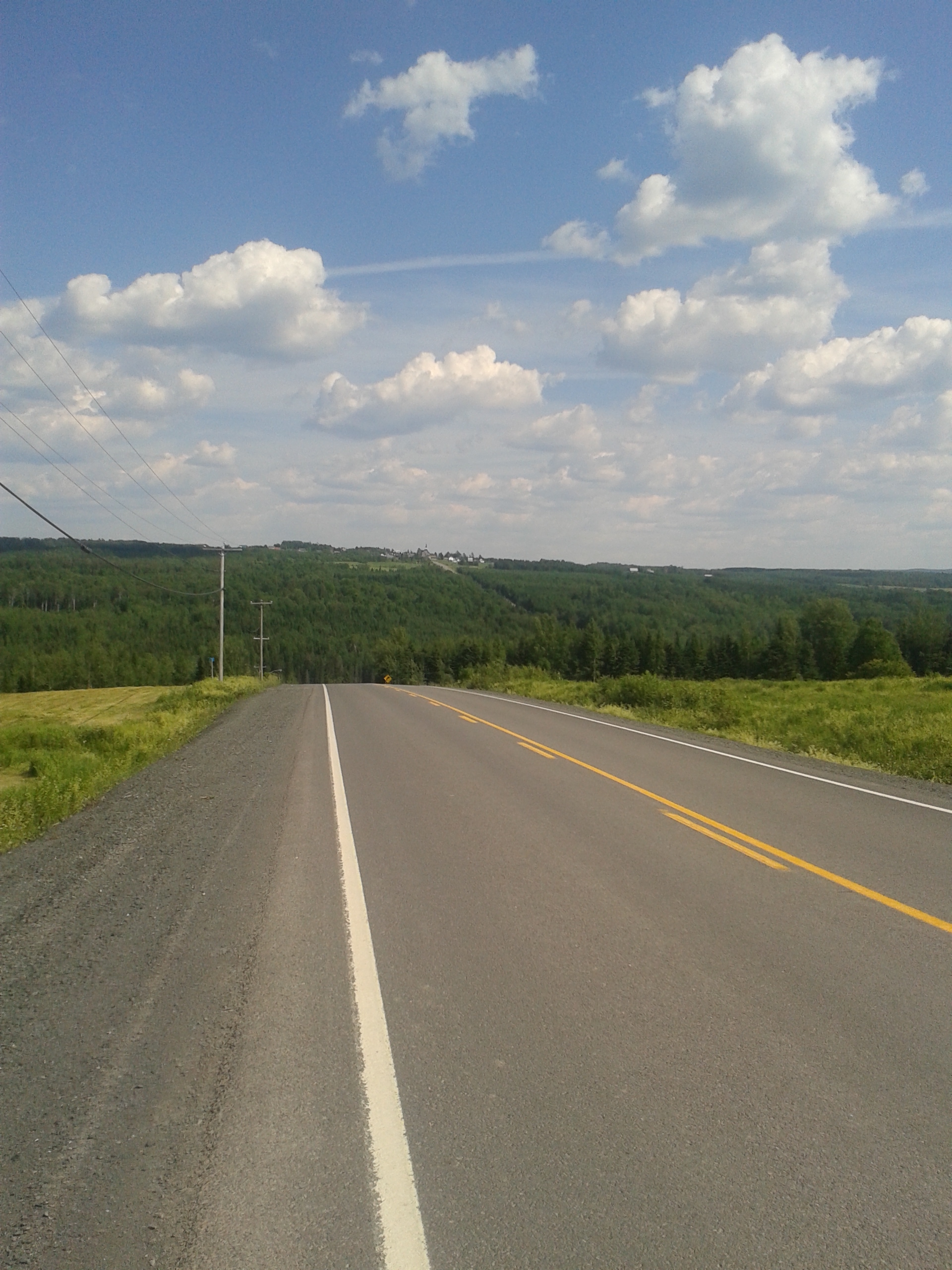
La route 298 franchit les collines près de Saint-Charles-Garnier.

## Localités traversées (de l'ouest (nord) à l'est (sud))
Liste des municipalités dont le territoire est traversé par la route 298, regroupées par municipalité régionale de comté.

### Bas-Saint-Laurent
La Mitis
- Sainte-Luce
- Saint-Donat
- Saint-Gabriel-de-Rimouski
- Les Hauteurs
- Saint-Charles-Garnier

## Intersections majeures
| MRC                     | Municipalité              | km    | Destinations                                             | Notes                                     |
| ----------------------- | ------------------------- | ----- | -------------------------------------------------------- | ----------------------------------------- |
| La Mitis                | Sainte-Luce               | 0,00  | R-132 – Rimouski, Sainte-Flavie                          |                                           |
| La Mitis                | Sainte-Luce               | 1,10  | A-20 – Rimouski, Mont-Joli                               | Sortie 629 de l'A-20                      |
| La Mitis                | Saint-Gabriel-de-Rimouski | 21,90 | R-234 est – Sainte-Angèle-de-Mérici                      | Terminus ouest du multiplex avec la R-234 |
| La Mitis                | Saint-Gabriel-de-Rimouski | 35,40 | R-234 ouest – Saint-Marcellin                            | Terminus est du multiplex avec la R-234   |
| La Mitis                | Saint-Charles-Garnier     | 40,90 | 8e Rang / Route de Saint-Charles-Garnier – La Rédemption |                                           |
| - Terminus de multiplex |                           |       |                                                          |                                           |